# Louis Mouton
Pour les articles homonymes, voir Mouton (homonymie).
Louis Mouton, né le 3 juin 2002 à Saint-Étienne, est un footballeur français qui joue au poste de milieu central à Angers SCO.

## Biographie

### Jeunesse et formation
Louis Mouton commence à jouer au football à Veauche comme de nombreux joueurs formés à l'AS Saint-Étienne tels Étienne Green ou Dylan Chambost par exemple.
En 2013, à l'âge de 11 ans, il arrive à l'AS Saint-Étienne. Le club stéphanois avait déjà essayé de le recruté plus tôt, quand il avait 6 ans mais ses parents ont préféré attendre. Il y joue dans toutes les catégories de la pré-formation puis de la formation, avant d'intégrer l'équipe réserve en National 3 lors de la saison 2021-2022. Il est l'un des joueurs les plus utilisés par Razik Nedder, entraîneur de la réserve. Cette même année, ses bonnes performances lui valent d'être appelé plusieurs fois avec le groupe professionnel en Ligue 1, entraîné par Pascal Dupraz. Il est notamment appelé lors du derby face à l'Olympique lyonnais. Il ne jouera cependant aucun match.
Louis Mouton était le capitaine de l'AS Saint-Étienne dans plusieurs catégories de jeunes, notamment en U19 nationaux.

### Débuts professionnels avec l'AS Saint-Étienne (2022-2023)
L'année suivante, l'AS Saint-Étienne est reléguée, ce qui entraîne de nombreux départs et permet à Louis Mouton d'espérer obtenir du temps de jeu et faire ses débuts professionnels. Laurent Batlles, récemment arrivé à la tête du club semble lui faire confiance,, en effet, quelque temps après son arrivée, Mouton signe son premier contrat professionnel pour une durée d'un an. Il joue ensuite régulièrement lors des matchs de préparation pour la saison 2022-2023 et fait bonne impression.
Lors de la première journée de Ligue 2, Louis Mouton entre en jeu à la mi-temps à la place de Zaydou Youssouf et dispute ainsi le premier match de sa carrière avec son club formateur,. Il connaît sa première titularisation trois semaines plus tard, face au Havre, à l'occasion de la quatrième journée de Ligue 2. Il marque son premier but lors de la septième journée de Ligue 2 contre Pau, sur une frappe enroulée dans la lucarne d'Alexandre Olliero, le gardien palois,. Il permet à l'ASSE d'ouvrir le score, mais le match se termine finalement sur un score nul (2-2).
Louis Mouton est récompensé de ses bonnes entrées en jeu lors des premiers matchs par Laurent Batlles qui décide de le titulariser les matchs suivants, jusqu'à l'arrivée de Thomas Monconduit en fin de mercato d'été, qui prend la place de titulaire au milieu de terrain,. Le 20 septembre 2022, alors qu'il ne lui restait qu'un an de contrat, Louis Mouton prolonge son contrat de deux ans, le liant à son club formateur jusqu'en 2025, seulement trois mois après avoir signé son premier contrat professionnel avec son club formateur,. Pour sa première saison, il joue 16 matchs toutes compétitions confondues et marque un but.

### Prêt au Pau FC (2023-2024)
Barré par la concurrence en deuxième partie de saison, à cause notamment de l'arrivée de Lamine Fomba, Louis Mouton est prêté à Pau pour la saison 2023-2024,. Il fait ses débuts sous ses nouvelles couleurs à l'occasion de la troisième journée de championnat, lorsqu'il entre en jeu à la place de Jean Ruiz lors d'une victoire 2-0 face au Paris FC. Deux semaines plus tard, il délivre sa première passe décisive, lors d'un match nul 2-2 face à Rodez. Il s'impose rapidement au milieu de terrain dans sa nouvelle équipe et enchaîne les titularisations et les bonnes prestations,. Le 9 décembre 2023, il marque son premier but avec Pau dès la troisième minute du huitième tour de la Coupe de France face à Coulaines. Les Maynats l'emportent  5 à 1. Au contact de joueurs expérimentés comme Tino Costa, Louis Mouton travaille davantage sa condition physique et devient plus assidu en salle de musculation.

### Angers SCO (2025-)
En fin de contrat avec l’AS Saint-Étienne, Louis Mouton reste en Ligue 1 et rejoint le SCO d’Angers. Le 20 juin 2025, il signe un contrat de trois saisons avec le club angevin’.
Le 17 août 2025, il dispute son premier match sous les couleurs Noires et Blanches lors d'une victoire un but à zéro contre le Paris FC lors de la 1re journée de championnat mais est expulsé à la 57e minute après une intervention très en retard sur Timothée Kolodziejczak.

## Statistiques détaillées
| Saison                | Club                  | Championnat           | Championnat | Championnat | Championnat | Coupe(s) nationale(s) | Coupe(s) nationale(s) | Coupe(s) nationale(s) | Total | Total | Total |
| Saison                | Club                  | Division              | M.          | B.          | P.d.        | M.                    | B.                    | P.d.                  | M.    | B.    | P.d.  |
| 2022-2023             | AS Saint-Étienne      | Ligue 2               | 15          | 1           | 0           | 1                     | 0                     | 0                     | 16    | 1     | 0     |
| 2024-2025             | AS Saint-Étienne      | Ligue 1               | 24          | 0           | 0           | 1                     | 0                     | 0                     | 25    | 0     | 0     |
| Sous-total            | Sous-total            | Sous-total            | 39          | 1           | 0           | 2                     | 0                     | 0                     | 41    | 1     | 0     |
| 2023-2024             | Pau FC (prêt)         | Ligue 2               | 27          | 0           | 3           | 3                     | 2                     | 0                     | 30    | 2     | 3     |
| Total sur la carrière | Total sur la carrière | Total sur la carrière | 66          | 1           | 3           | 5                     | 2                     | 0                     | 71    | 3     | 3     |

## Vie privée
Son frère, Jules, né en 2005, est aussi joueur au centre de formation de l'AS Saint-Étienne. Lors du match amical de présaison 2022-2023 face à Grenoble, Louis et Jules Mouton font leur entrée en cours de match. Cela faisait plus de 31 ans que deux frères n'avaient pas joué ensemble sous le maillot vert en équipe première, depuis Bernard et Étienne Mendy en janvier 1991.